# 梅克伦堡广场
51°31′28″N 0°7′7″W / 51.52444°N 0.11861°W

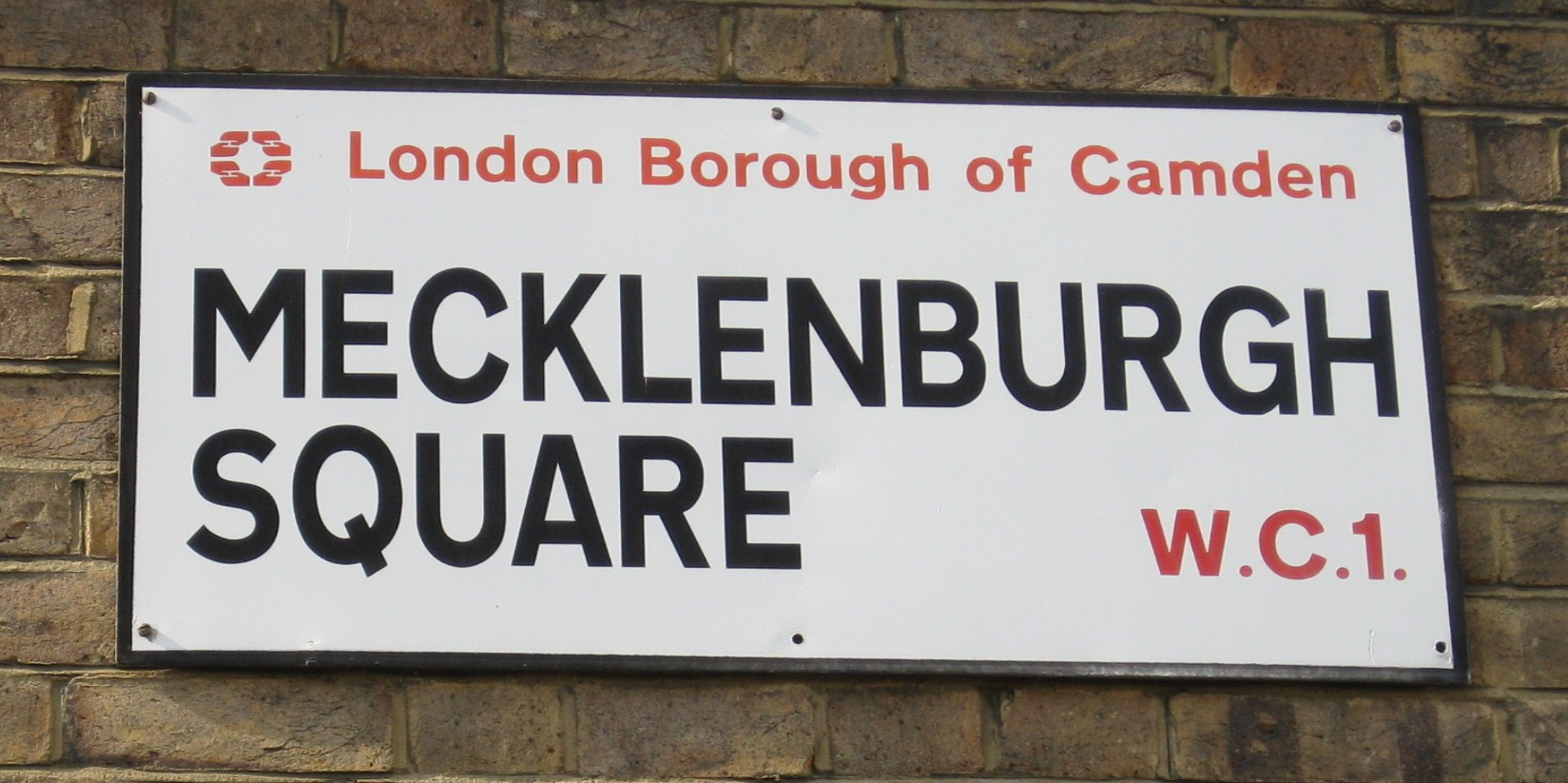

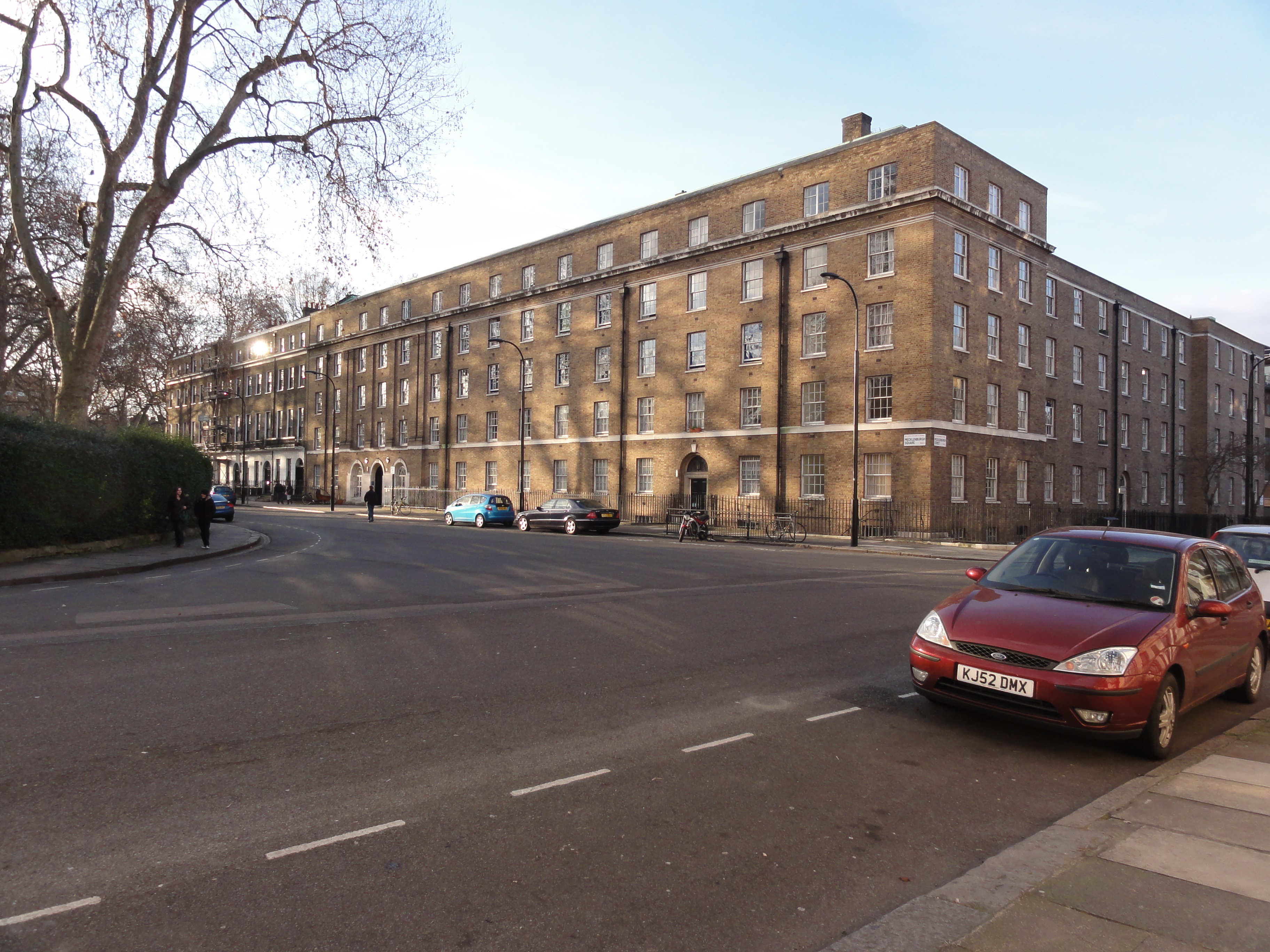

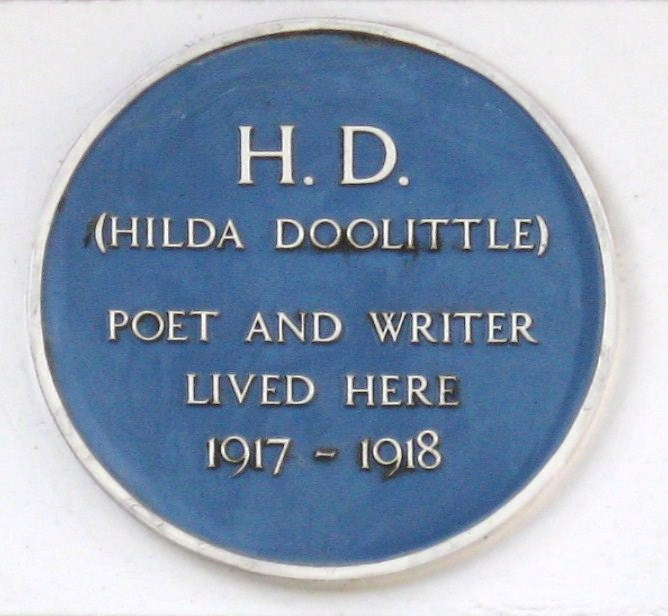

梅克伦堡广场（Mecklenburgh Square）是一个II级保护的广场，位于伦敦市中心的国王十字区域。广场和花园是育婴堂住宅发展项目的一部分（1792–1825年），属于育婴堂（Foundling Hospital）所有。该广场得名于乔治三世的王后梅克伦堡-施特雷利茨的夏洛特。它开始于1804年，但直到1825年才完成。
广场周围有许多历史建筑。花园只允许有钥匙的住户进入，每年有两天向所有游客开放。花园开辟于1809-1810年，为新开发的梅克伦堡广场的核心。2英畝（8,100平方）的花园包括草坪、碎石路径、悬铃木和其他观赏树木，以及儿童游乐场和网球场。花园东侧种植新西兰原生植物。。
罗素广场站位于该广场的西南部，主要的火车总站国王十字车站-圣潘克拉斯車站则位于向北几步之遥。